# جائزة الكوكب الأزرق
جائزة الكوكب الأزرق هي جائزة تمنح وتعترف بالجهود المتميزة في مجال البحث العلمي أو تطبيقات العلوم التي تساهم في حل المشاكل البيئية العالمية.  تم إنشاء الجائزة من قبل مؤسسة اساهي قلاس في عام 1992، وهو العام الذي عقدت فيه قمة ريو للأرض، ومنذ ذلك الحين، أصبحت الجائزة تمنح لاثنين من الفائزين كل عام. في عام 2012، تعاون عشرين من الفائزين بجائزة الكوكب الأزرق فيما بينهما على تقديم ورقة عمل مشتركة لبرنامج الأمم المتحدة للبيئة وذلك خلال انعقاد اجتماع مجلس إدارة والذي انطلق في نيروبي في 20 فبراير شباط.

## قائمة الحائزين على جائزة الكوكب الأزرق
- 1992 الدكتور سيوكيورو منابي و المعهد الدولي للبيئة والتنمية.
- 1993 تشارلز كيلينغ و الاتحاد الدولي لحفظ الطبيعة
- 1994 الأستاذ الدكتور يوجين سيبولد و السيد ليستر براون آر.
- 1995 السيد موريس إف. سترونق و الدكتور بيرت بولين.
- 1996 والاس بروكر و إم إس مؤسسة سواميناثان للبحوث.
- 1997 الدكتور جيمس إي. لوفلوك و الحفظ الدولية.
- 1998 البروفيسور ميخائيل إي. بيوديكو و السيد ديفيد آر بروير.
- 1999 الدكتور بول ر إيرليك و البروفيسور تشو غبينغ
- 2000 الدكتور ثيو كولبورن و الدكتور كارل هنريك روبرت.
- 2001 Lord (Robert) May of Oxford و الدكتور نورمان مايرز.
- 2002 أستاذ هارولد إيه. موني و البروفيسور غوستاف سبيث.
- 2003 الدكتور جين إي. لايكنيس / الدكتور إف. هربرت بورمان و الدكتور فو كوي.
- 2004 الدكتور سوزان سوومان و غرو هارلم برونتلاند.
- 2005 البروفيسور السير نيكولاس شاكلتون و الدكتور جوردون ساتو هيساشي.
- 2006 الدكتور أكيرا ماياواكي و الدكتور اميل سالم.
- 2007 أستاذ جوزيف إل. ساكس و الدكتور أموري بي. لوفينز.
- 2008 الدكتور كلود لوريوس و البروفيسور خوسيه جولدمبرج.
- 2009 أستاذ هيروفومي اوزاوا و اللورد (نيكولاس) ستيرن من برينتفورد.
- 2010 الدكتور جيمس هانسن و الدكتور روبرت واتسون.
- 2011 الدكتور جين لوبتشينكو و كلية بيرفوت
- 2012 البروفيسور ويليام إي. ريس / الدكتور ماتيس فاكيرناغل و الدكتور توماس إي. لوفجوي
- 2013 الدكتور تاروه ماتسونو والدكتور دانيال سبيرلنغ
- 2014 البروفيسور هيرمان دالي and Prof.Daniel H. Janzen / Instituto Nacional de Biodiversidad (INBio)

## روابط إلكترونية
مؤسسة أساهي قلاس 